# Harry Wehrli

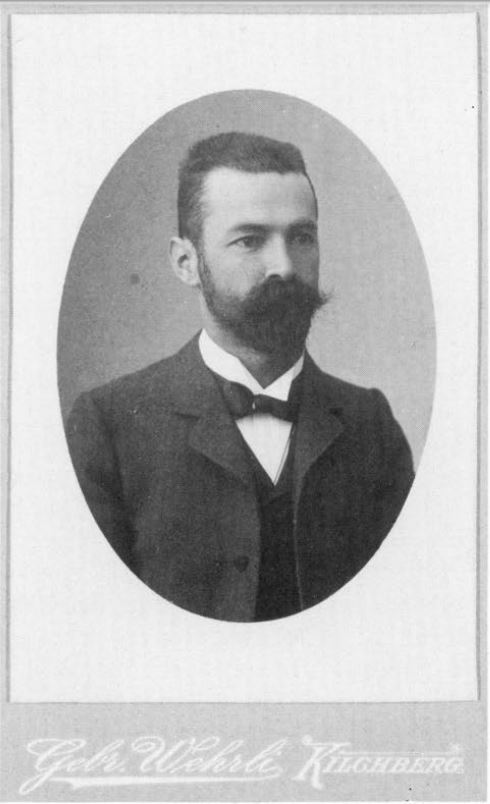
Harry Wehrli (vor 1906)

Heinrich «Harry» Wehrli (* 1869 in Winterthur; † 1906 in Bregaglia) war ein Schweizer Unternehmer. Mit seinen Brüdern Artur und Bruno Wehrli gründete er in Kilchberg ZH das Fotografengeschäft «Gebrüder Wehrli» und zählt mit ihnen zu den Pionieren der Alpin-Fotografie.

## Leben und Werk
Der «Harry» genannte Heinrich Wehrli wurde 1869 in eine kinderreiche Familie hineingeboren. Sein Vater Johann Wehrli war Bürger von Ebnat-Kappel im Toggenburg, seine Mutter die aus St. Gallen stammende Stickerei-Zeichnerin Luise Füssmann. Die Familie lebte in Winterthur-Wülflingen, wo Johann Wehrli in der Weberei Rieter eine leitende Stellung innehatte.
Harry Wehrli wuchs mit den Brüdern Bruno (1867–1927) und Artur (1876–1915) sowie vier Schwestern auf. Er besuchte zunächst die Schule in Winterthur sowie nach dem Umzug der Familie nach Kilchberg die dortige Sekundarschule. Im Gegensatz zu seinen Brüdern absolvierte er keine Ausbildung zum Fotografen, sondern liess sich wahrscheinlich kaufmännisch ausbilden; in der Literatur wird er jedoch oft auch als Fotograf bezeichnet. Der 1894 erschienene, von Adolph Russell herausgegebene Gesammt-Verlags-Katalog des Deutschen Buchhandels führt Harry Wehrli neben Oswald Schroeder und A. Schwarzenbach als Besitzer des «Photographischen Kunstverlags Schroeder & Co. in Zürich» auf, der am 4. Dezember 1888 gegründet wurde.
Um 1895 gründete Harry Wehrli gemeinsam mit seinen Brüdern das Fotografengeschäft «Gebrüder Wehrli» in Kilchberg. Ein zweites Geschäft wurde 1897 im Gebäude Weinbergstrasse 47 eröffnet, wo Harry und sein Bruder Artur auch wohnten.
Harry Wehrli war für den gesamten kaufmännischen Bereich des Unternehmens zuständig. Seine Brüder fotografierten auf ausgedehnten Reisen touristisch attraktive Orte, erschlossen aber auch abgelegene, landschaftlich reizvolle Gegenden fotografisch. Harry Wehrli kümmerte sich dann – neben seinen anderen Aufgaben – um Herstellung und Vertrieb von Tausenden Ansichtskarten mit diesen Motiven.
1904 fertigten die Gebrüder Wehrli für die Louisiana Purchase Exposition die damals grösste Landschaftsfotografie der Welt an. Diese zeigte ein Panorama des Gornergrats, hatte eine Länge von 20,5 m und war 2,25 m hoch.
Am 3. September 1904 erfolgte die Fusion des Fotogeschäfts Gebrüder Wehrli mit dem Fotogeschäft Bachmann in Luzern und die Gründung der Aktiengesellschaft «Photographie-Verlag Wehrli AG». Gemeinsam mit Louis Bachmann und Adolf Zehnder fungierte Harry Wehrli als Geschäftsleiter des Hauptgeschäftes und gehörte dem Verwaltungsrat der neuen AG an. Am 1. Januar 1905 wurde in Zermatt eine weitere Zweigniederlassung unter der Firma «Papeterie Wega, Inhaber Photographie Verlag Wehrli A. G.» eröffnet.
In der Gemeinde Kilchberg war Harry Wehrli zwar nicht politisch aktiv, er war jedoch wie sein Bruder Bruno ein «langjähriges und verdientes Mitglied der Schulpflege». Über ihn ist ausserdem bekannt, dass er Mitglied des Turnvereins und der Kilchberger Alpenclub-Sektion «Wiesel» war und mit seinen Brüdern zu den ersten Kilchberger Skisportlern gehörte. Am 17. Dezember 1905 wurde ihm das Bürgerrecht von Kilchberg zugesprochen.
Harry Wehrli starb im Sommer 1906 im Alter von ca. 37 Jahren an einem Herzschlag, nachdem er bei einer Wanderung im Engadin überhitzt in den kalten Cavloccio-See gesprungen war. Nach seinem Tod übernahm Adolf Zehnder die administrative Leitung des Geschäfts.

## Familie
Am selben Tag, als seine Schwester Rosa (* 1870) sich mit einem Franzosen namens Gaston Rouvier vermählte, heiratete Harry Wehrli die Kilchbergerin Ida Simmler. Aus dieser Ehe gingen drei Söhne hervor. Nach dem frühen Tod seiner Schwester Klara nahm Harry Wehrli auch deren Tochter Margrit in seine Familie auf. Nur einer seiner Söhne, der 1895 geborene Alfred «Fredi» Wehrli, erlernte das Fotografenhandwerk. Seine jüngere Schwester Lilly war mit dem Ingenieur und Brückenbauer Othmar Ammann verheiratet.